# Circuito de Getxo 2010
Il Circuito de Getxo 2010, sessantacinquesima edizione della corsa e valido come evento dell'UCI Europe Tour 2010 categoria 1.1, si svolse il 1º agosto 2010 su un percorso di 185,3 km. Fu vinto dallo spagnolo Francisco José Pacheco, che terminò la gara in 4h04'37" alla media di 45,451 km/h.
Al traguardo 105 ciclisti portarono a termine il percorso.

## Ordine d'arrivo (Top 10)
| Pos. | Corridore         | Squadra       | Tempo    |
| ---- | ----------------- | ------------- | -------- |
| 1    | Francisco Pacheco | Xacobeo Gal.  | 4h04'37" |
| 2    | Andrea Piechele   | Carmiooro     | s.t.     |
| 3    | Francisco Antón   | Burgos 2016   | s.t.     |
| 4    | Davide Cimolai    | Liquigas      | s.t.     |
| 5    | Enrico Peruffo    | Carmiooro     | s.t.     |
| 6    | Enrique Mata      | Footon        | s.t.     |
| 7    | Thomas Bertolini  | Androni Gioc. | s.t.     |
| 8    | Félix Vidal Celis | Footon        | s.t.     |
| 9    | Koldo Fernández   | Euskaltel     | s.t.     |
| 10   | Joaquín Sobrino   | Caja Rural    | s.t.     |